# Конецмости
Конецмости (пол. Koniecmosty) — село в Польщі, у гміні Віслиця Буського повіту Свентокшиського воєводства.
Населення — 231 особа (2011).
У 1975-1998 роках село належало до Келецького воєводства.

## Демографія
Демографічна структура на день 31 березня 2011 року:
|          | Загалом | Допрацездатний вік | Працездатний вік | Постпрацездатний вік |
| -------- | ------- | ------------------ | ---------------- | -------------------- |
| Чоловіки | 112     | 15                 | 82               | 15                   |
| Жінки    | 119     | 18                 | 67               | 34                   |
| Разом    | 231     | 33                 | 149              | 49                   |